# أيغيل نيلسن (لاعب كرة قدم)
أيغيل نيلسن (بالدنماركية: Eigil Nielsen)‏ هو لاعب كرة قدم ومدرب كرة قدم دنماركي، ولد في 15 سبتمبر 1918 في إيسبيرغ في الدنمارك، وتوفي في 7 سبتمبر 2000. شارك مع منتخب الدنمارك لكرة القدم. أما مع النوادي، فقد لعب مع كوبنهاغن بولدكلوب.

## وصلات خارجية
- أيغيل نيلسن (لاعب كرة قدم) على موقع قاعدة بيانات كرة القدم.إي يو (الإنجليزية)
- أيغيل نيلسن (لاعب كرة قدم) على موقع ناشيونال فوتبول تيمز (الإنجليزية)
- أيغيل نيلسن (لاعب كرة قدم) على موقع أوليمبيديا (الإنجليزية)